# Karl Mosch
Karl Mosch (po nobilitacji Karl von Mosch) (ur. 1806, zm. ?) – urzędnik austriacki, p.o. namiestnika Galicji.

## Życie
Pochodził z rodziny niemieckiej przybyłej do Galicji. Syn Johanna, urzędnika austriackiej Kamery w Stanisławowie. Urodził się 25 stycznia 1806 roku. Ukończył szkołę powszechną i średnią w Stanisławowie i prawo na uniwersytecie we Lwowie. Urzędnik Gubernium we Lwowie, najpierw praktykant konceptowy (1830-1836) potem koncypista gubernialny (1837-1840), od 1838 w biurze prezydialnym. Komisarz powiatowy w urzędzie powiatowym w Złoczowie (1841-1844) i Stryju (1845-1846). Od 1847 radca gubernialny, w latach 1847-1848 starosta powiatowy w Jaśle. Następnie urzędnik Namiestnictwa: radca (1849-1854) i sekretarz biura prezydialnego (1849-1852). Od 1852 honorowy obywatel miasta Tarnopola. W 1853 otrzymał szlachectwo. Radca dworu (1855-1865) i wiceprezydent Namiestnictwa Galicyjskiego we Lwowie (1860-1868), p.o. namiestnika Galicji (grudzień 1859-czerwiec 1861). Członek Galicyjskiego Towarzystwa Gospodarskiego (1856-1865). Nobilitowany w 1868 roku.
26 września 1836 poślubił Margarethę Pauline Greschke (ur. 14 czerwca 1814), z którą miał synów Ferdinanda i Zenona.

## Odznaczenia
- Order Franciszka Józefa (1851)
- Order Leopolda (1855)
- Order św. Włodzimierza 3 klasy (rosyjski) (1852)